# Bingo (stripreeks)
Bingo is een stripreeks getekend en geschreven door Mongo Sisé uit Congo-Kinshasa. Mongo Sisé tekende deze stripreeks tijdens zijn verblijf in de jaren 80 in België. Er verschenen vier albums van 1981 tot 1984, die uitgegeven werden door het Belgische Algemeen Bestuur voor Ontwikkelingssamenwerking.
De strip verscheen in het Frans en in het Nederlands.

## Inhoud
Deze reeks gaat over een jongen genaamd Bingo, die te maken krijgt met verscheidene actuele problemen. De strip speelt zich in Afrika af.

## Albums
| Nr. | Titel                                              | Originele titel                                                  | Uitgavejaar album |
| --- | -------------------------------------------------- | ---------------------------------------------------------------- | ----------------- |
| 1   | Bingo in de stad                                   | Bingo en ville                                                   | 1981              |
| 2   | Bingo in Yama-Kara                                 | Bingo a Yama-Kara [sic]                                          | 1982              |
| 3   | Bingo in België of de interdependentie             | Bingo en Belgique ou l'interdependance [sic]                     | 1983              |
| 4   | Bingo in Mandioland of de strijd tegen de woestijn | Bingo au Pays Mandio ou la lutte contre la desertification [sic] | 1984              |